# 261

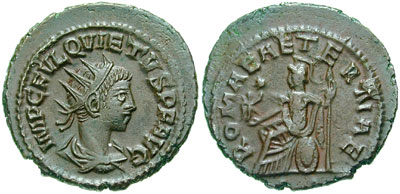
Quietus

Het jaar 261 is het 61e jaar in de 3e eeuw volgens de christelijke jaartelling.

## Gebeurtenissen

### Syrië
- Koning Odaenathus van Palmyra (Syria) verslaat de Romeinse pretendent Quietus, die naar Emesa vlucht en door de inwoners wordt vermoord. Voor zijn verdiensten voor het Romeinse Rijk schenkt keizer Gallienus zijn bondgenoot de titel: Dux Romanorum ("Leider van de Romeinen").

## Overleden
- Titus Fulvius Iunius Quietus, Romeins usurpator (tegenkeizer)